# Sierra de Pozo Amargo

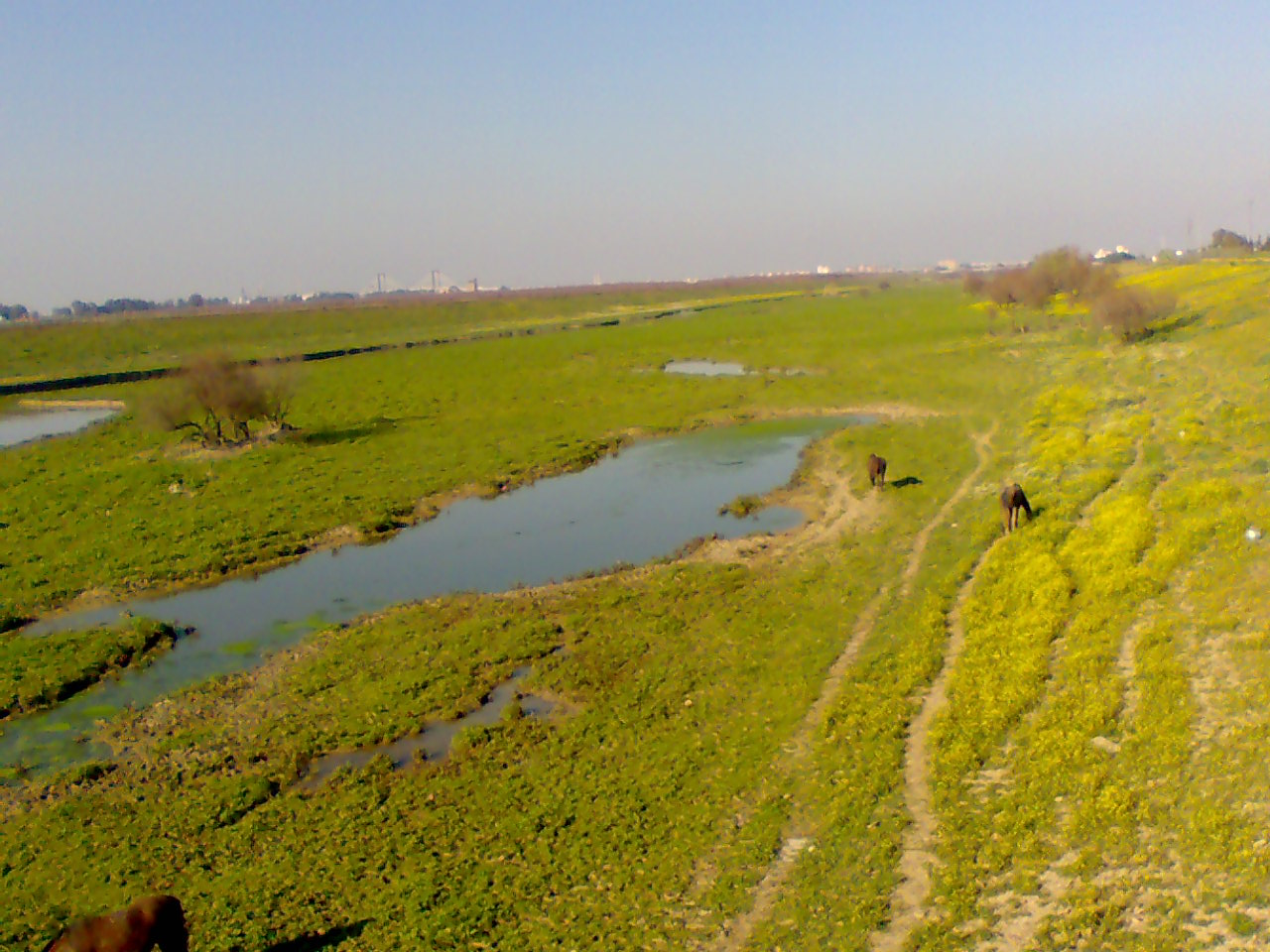
El río Guadaíra nace en la sierra de Pozo Amargo

La sierra de Pozo Amargo es una alineación montañosa situada en la pedanía de Pozo Amargo, que pertenece al municipio de Puerto Serrano, en la provincia de Cádiz, Andalucía, España, entre las localidades de Morón de la Frontera y Coripe. En la sierra de Pozo Amargo nace el río Guadaíra.

## Composición
La sierra se compone básicamente de:
- Sulfatos calizos.
- Carbonatos arcillosos.
- Carbonatos gredosos.
- Piedra arenisca.
- Cuarzos simples.
- Pedernales.
- Piritas de azufre.
- Ágatas.